# Christian Weber (Philosoph)
Christian Weber (* 1728 in Eisleben; † 6. Februar 1762) war ein deutscher Philosoph.

## Leben und Wirken
Weber war ein Bruder des Philosophen Andreas Weber aus Halle an der Saale. Am 6. Mai 1744 schrieb Weber sich in Jena, später in Halle zum Studium der Theologie ein. Am 19. Februar 1752 erhielt Weber nach seiner Promotion eine außerordentliche Professur an der Philosophischen Fakultät, wo er an die Stelle seines Bruders trat und die philosophischen Vorlesungen mit „der diesen Brüdern eigenen Deutlichkeit“ und tabellarischen Übersichten fortsetzte. Am 5. August 1756 wurde ihm die Bestallungsurkunde zur ordentlichen Professur ausgestellt. Weber war Mitglied der Freimaurerloge Zu den drei goldenen Schlüsseln in Halle an der Saale.
Weber war Vater von Marie Christine Weber, die im Januar 1783 Gotthilf Anton Niemeyer, einen Neffen von David Gottlieb Niemeyer, heiratete.